# Las (Starachowice)
Las – osiedle administracyjne Starachowic. Osiedle leży w północno-wschodniej części miasta.

## Charakterystyka zabudowy
Najstarsze budynki pochodzą z lat 20. XX wieku. Osiedle było systematycznie rozbudowywane od lat 60. do lat 70. XX wieku. 
Najstarsza zabudowa pochodzi z lat 30. XX wieku. Jest to tzw. „Klarnerowo”, osiedle mieszkaniowe dla pracowników Zakładów Starachowickich, składające się z 55 budynków dla 110 rodzin. W latach 70. XX wieku rozpoczęto budowę osiedla domów jednorodzinnych „Las”.

## Infrastruktura i usługi
Brak nie ma tu obiektów infrastruktury społecznej. Na pograniczu osiedla swoją siedzibę ma Prokuratura Rejonowa.